# Liste der denkmalgeschützten Objekte in Wald im Pinzgau
Die Liste der denkmalgeschützten Objekte in Wald im Pinzgau enthält die 4 denkmalgeschützten, unbeweglichen Objekte der Gemeinde Wald im Pinzgau.

## Denkmäler
| Foto |                 | Denkmal | Standort                         | Beschreibung | Metadaten |
| ---- | --------------- | --- | -------------------------------- | --- | --- |
| ja   | Datei hochladen | Flur-/Wegkapelle hl. Sixtus HERIS-ID: 53359 Objekt-ID: 61301                                                  | Wald 12, neben Standort KG: Wald | 1579 mauerte ein Hans Steiger aus Sulzau an der Stelle eine Kapelle, an der vorher eine vom Moserbauer errichtete Holzhütte stand. Die gotischen Statuen der Mutter Gottes und von Papst Sixtus – beide erst um etwa 1630 entstanden, kamen in diese Kapelle. | BDA-Hist.: Q38056854 Status: Bescheid Stand der BDA-Liste: 2025-06-30 Name: Flur-/Wegkapelle hl. Sixtus GstNr.: .27 Sixtkapelle                                                                                           |
| ja   | Datei hochladen | Pfarrhof HERIS-ID: 53285 Objekt-ID: 61160                                                                     | Wald 1 Standort KG: Wald         | Der Pfarrhof wurde 1674 an der Stelle des alten Mesnerhauses errichtet. | BDA-Hist.: Q38056475 Status: § 2a Stand der BDA-Liste: 2025-06-30 Name: Pfarrhof GstNr.: .2 Pfarrhof (Wald im Pinzgau) |
| ja   | Datei hochladen | Kath. Pfarrkirche hl. Nikolaus und Friedhof HERIS-ID: 53286 Objekt-ID: 61161                                  | Wald 1a Standort KG: Wald        | Aus dem Jahr 1395 liegt ein Ablassbrief im Pfarrarchiv zu Wald. Daher hat schon zu dieser Zeit eine Kirche bestanden. Es folgen laufende Weiterentwicklungen, Verbesserungen, Restaurierungen. Die sogenannte 'Hexenglocke' mit etwa 250 kg – die älteste Glocke des Gaues aus dem 14. Jahrhundert – wurde um 1884 eingeschmolzen. Die vier neuen Glocken stammen alle aus dem Jahr 1950. | BDA-Hist.: Q38056485 Status: § 2a Stand der BDA-Liste: 2025-06-30 Name: Kath. Pfarrkirche hl. Nikolaus und Friedhof GstNr.: .13, 1 Pfarrkirche Wald im Pinzgau                                                            |
| ja   | Datei hochladen | bronzezeitliche Siedlung, Höhensiedlungen Falkenstein/Schlossberg HERIS-ID: 112487 Objekt-ID: 130681seit 2016 | Standort KG: Wald                | Die Hochfläche auf dem Falkenstein ist Standort einer bronzezeitlichen Höhensiedlung; Probegrabungen fanden 1946 statt. Östlich davon befindet sich eine ehemalige Fliehburg; der sie nach Westen schützende Wall ist noch deutlich erkennbar. 250 m nördlich davon ist eine Wallanlage („Schlossberg“).                                                                                  | BDA-Hist.: Q37831231 Status: Bescheid Stand der BDA-Liste: 2025-06-30 Name: bronzezeitliche Siedlung, Höhensiedlungen Falkenstein/Schlossberg GstNr.: 343, 344, 347, 348, 345, 346/1 Falkenstein/Schlossberg Vorderkrimml |